# Kendall Baisden
Kendall Baisden (née le 5 mars 1995) est une athlète américaine, spécialiste du 400 mètres. 

## Biographie

### Palmarès
| Date | Compétition                        | Lieu              | Résultat | Épreuve        | Performance   |
| ---- | ---------------------------------- | ----------------- | -------- | -------------- | ------------- |
| 2011 | Championnats du monde cadets       | Villeneuve-d'Ascq | 6e       | 400 m          | 53 s 01       |
| 2011 | Championnats du monde cadets       | Villeneuve-d'Ascq | 2e       | Relais suédois |               |
| 2012 | Championnats du monde juniors      | Barcelone         | 1re      | 4 × 400 m      | 3 min 30 s 01 |
| 2013 | Championnats panaméricains juniors | Medellín          | 2e       | 400 m          | 52 s 59       |
| 2013 | Championnats panaméricains juniors | Medellín          | 1re      | 4 × 400 m      | 3 min 36 s 48 |
| 2014 | Championnats du monde juniors      | Eugene            | 1re      | 400 m          | 51 s 85       |
| 2014 | Championnats du monde juniors      | Eugene            | 1re      | 4 × 400 m      | 3 min 30 s 42 |
| 2015 | Jeux panaméricains                 | Toronto           | 1re      | 400 m          | 51 s 27       |

### Records
| Épreuve | Performance | Lieu    | Date        |
| ------- | ----------- | ------- | ----------- |
| 400 m   | 50 s 46     | Lubbock | 18 mai 2014 |